# Німецька імперія (1848—1849)
Німецька імперія (нім. Deutsches Reich) — це держава, яка існувала нетривалий період часу з 1848 по 1849.[прояснити]

## Історія
Держава була утворена франкфуртськими національними зборами навесні 1848, після березневої революції. Офіційно імперія перестала існувати після утворення влітку 1851 року Німецького Союзу, але фактично вона припинила своє існування у грудні 1849, коли центральний німецький уряд було замінено федеральним центральним комітетом.
Імперія прагнула визнання як німцями, так і іноземними державами. Німецькі держави були представлені сеймом Німецького Союзу 12 липня 1848, визнав центральний німецький уряд. Однак у наступні місяці великі німецькі держави не завжди приймали декрети та закони центрального німецького уряду та франкфуртських національних зборів.

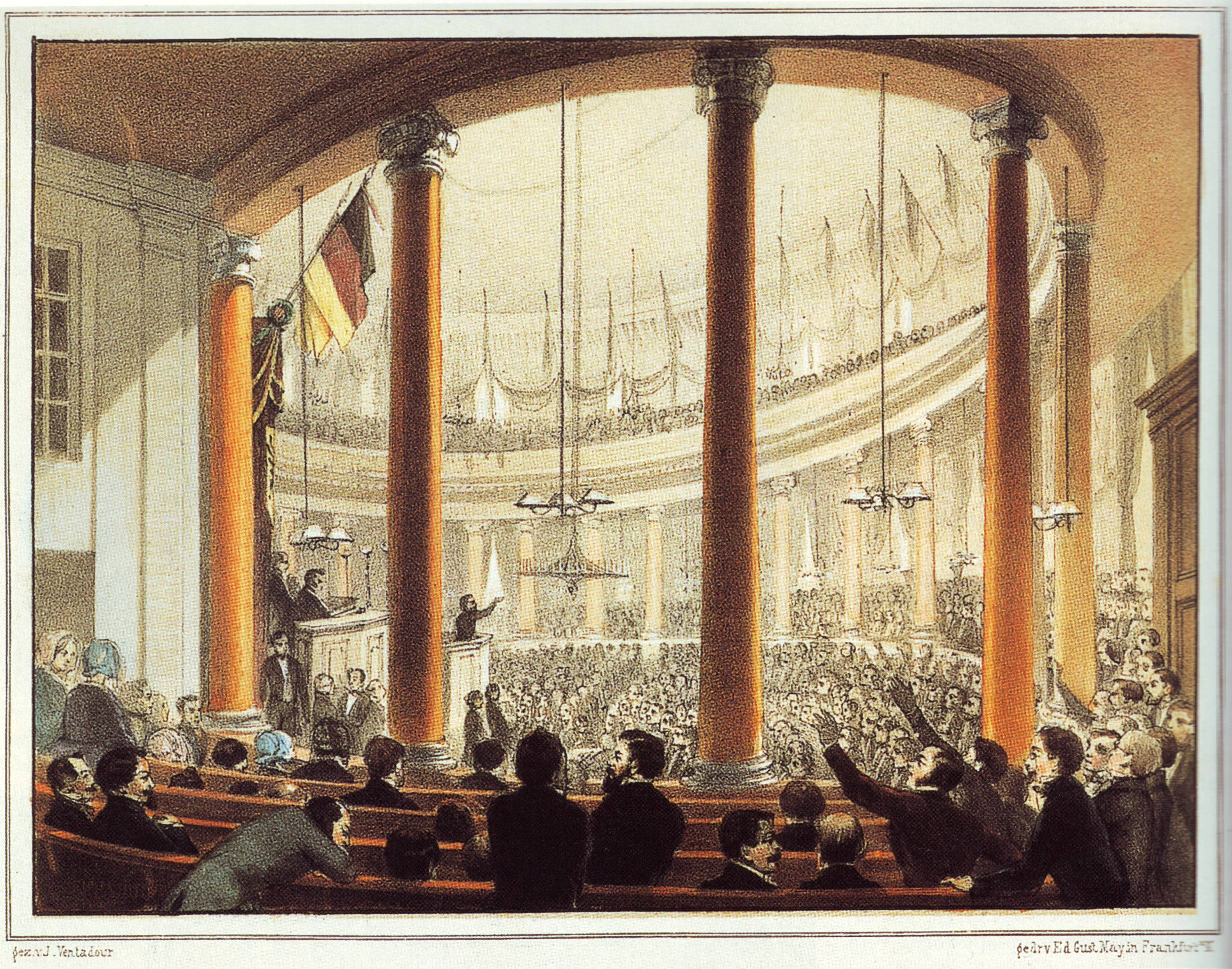
Німецька національна асамблея в церкві Св. Павла, Франкфурт

Деякі іноземні держави визнали центральний уряд та прислали послів: США, Швеція, Нідерланди, Бельгія, Швейцарія, Сардинія, Сицилія та Греція. Франція та Велика Британія прислали офіційних посланців, щоб підтримувати зв'язок з центральним урядом.
Першим конституційним наказом Німецької імперії став Імператорський закон про введення тимчасової Центральної влади для Німеччини 28 червня 1848 р. За цим наказом Франкфуртський парламент заснував місце Рейхсфервезера (Імперський Регент, тимчасовий монарх) та імператорських міністрів. Другим конституційним наказом від 28 березня 1849 стало створення конституції Паульскірхе, яку прийняли 28 німецьких держав, окрім великих. Пруссія, разом з іншими німецькими державами, змусила розпустити Франкфуртський парламент.
Деякі з досягнень німецької імперії пережили її: Франкфуртська конституція стала моделлю для інших держав в наступних десятиліттях, а виборче законодавство було практично використано в 1867 році для обрання рейхстагу Північнонімецького Союзу. Reichsflotte (імперський флот) створений Франкфуртськими національними зборами проіснував до 1852. Імперські законодавці видали указ про переведення векселів (Allgemeine Deutsche Wechselordnungen, Загальні німецькі обмінні векселі), який вважався дійсним майже для всієї Німеччини.

## Цілісність і статус

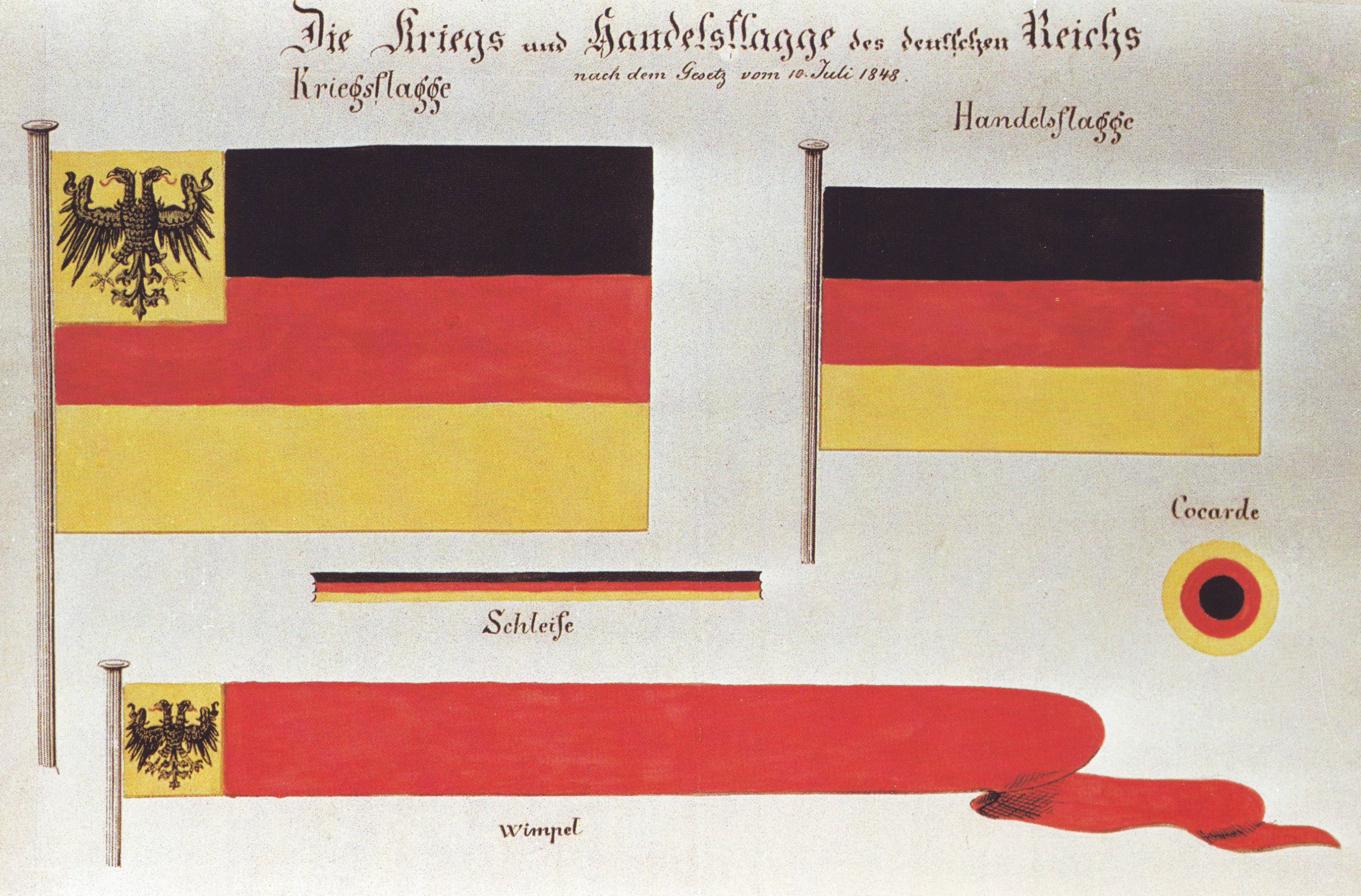
Імперські військовий та торговий прапори, згідно з законом від 12 листопада 1848

Сучасники та вчені мали різні думки про державність Німецької імперії 1848/1849:
- Одна група дотримувалася позитивістської точки зору: закон був статутним законом. Конституція Німеччини повинна була бути погоджена з урядами всіх німецьких держав. Це була думка монархістів та німецьких держав.
- Інша група цінувала природне право і принцип суверенітету людей вище; лише Національна Асамблея мала повноваження встановлювати конституцію. Це була думка більшості Франкфуртських національних зборів, але особливо ліві республіканці.[3]

Насправді розходження було менш зрозумілим. Більшість Франкфуртських національних зборів, заснована на ліберальних групах, хотіла створити систему дуелістів з суверенним монархом, чиї повноваження будуть обмежуватись конституцією та парламентом.
Німецький Союз було створено у 1815. Ця договірна організація створена для захисту німецьких територій не мала, на думку національного руху, уряду та парламенту. Але вона загалом була визнана німецькими та іноземними державами – як така, що сприятиме створенню національної держави. Насправді це був шлях який заняла Національна Асамблея, хоча спочатку її вважали революційним органом.

Ерцгерцог Іоганн Австрійський, Імператорський регент та дядя Австрійського імператора

Старий Союз та нові органи були пов'язані двома рішеннями Федеративного з'їзду Союзу:
- Федеративний з'їзд (яка представляла уряди німецьких держав) закликав до виборів у франкфуртські національні збори квітні-травні 1848 року.
- Німецькі держави одразу визнали ерцгерцога Іоганна, тимчасового монарха якого обрали національні збори. 12 липня 1848 Федеральна конвенція припинила діяльність на користь імператорського регента, ерцгерцога Іоганна. Це було приховане визнання Закону про Центральну владу від 28 червня.[4]

Звісно, німецькі держави та федеративний з'їзд зробили ці рішення під тиском революції. Вони шукали змоги уникнути розриву з франкфуртським національними зборами. (Вже в серпні цей натиск зменшився і великі держави почали відновлювати свою владу.) На думку історика Ернста Рудольфа Губера, можна було визначити послідовність чи навіть юридичну ідентичність Союзу та нової Федеративної держави. Стара інституція була посилена (попереднім) конституційним порядком, а назву Німецький Союз було змінено на Німецьку імперію. Ульріх Губер зазначає, що жодна з німецьких держав не оголосила, що імператорський регент Іоганн та його уряд були узурпаторами чи незаконними.

## Державна влада, територія та люди

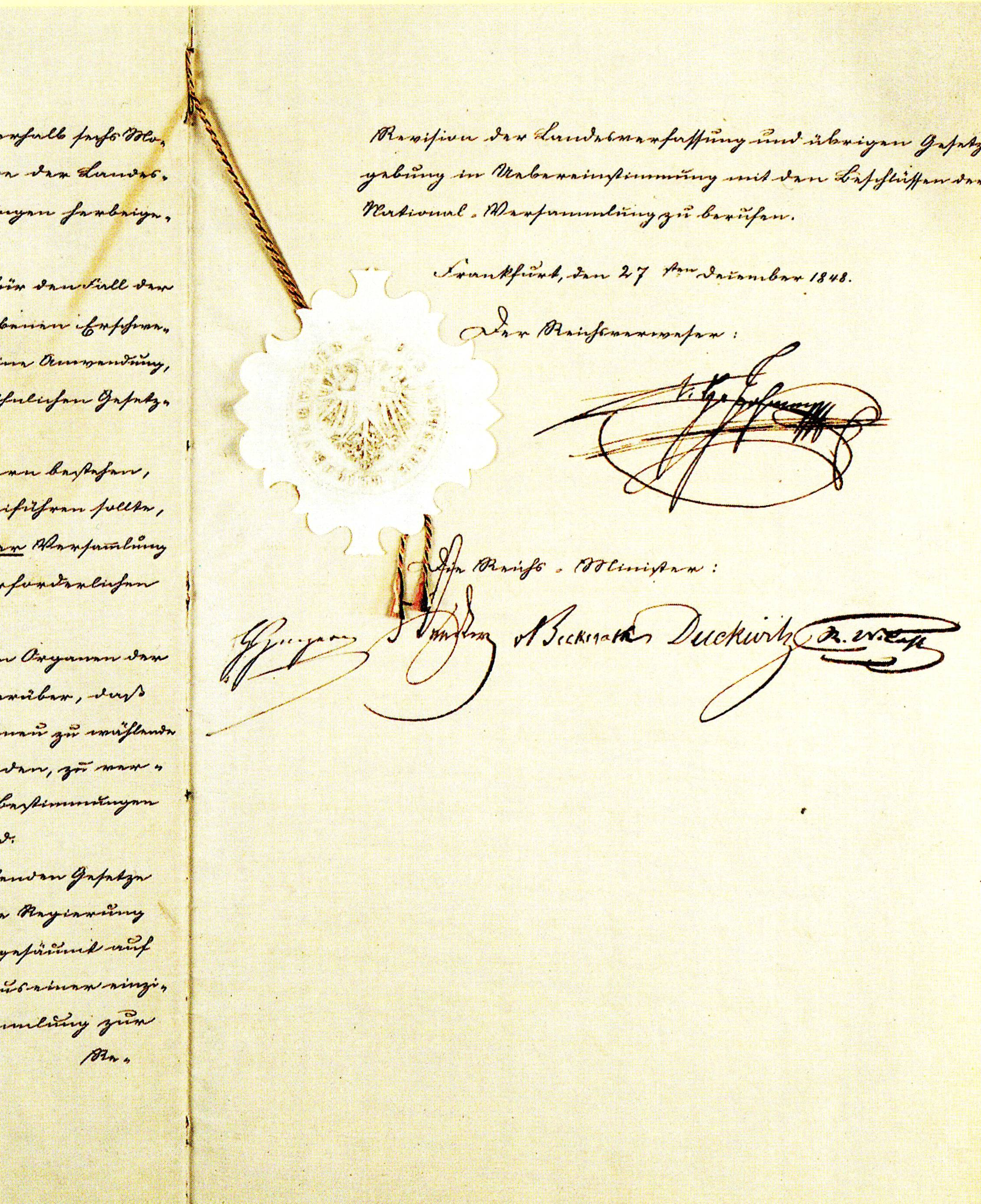
Вступний закон основних прав, 27 грудня 1848 року, з підписом Імператорського регента

Франкфуртська асамблея розглядала себе як національний законодавчий орган Німеччини, як зрозуміло з Імператорського закону, який стосується декларації імператорських законів та указів тимчасової центральної влади від 27 вересня 1848 року. Вона видала перші закони, наприклад закон від 14 червня про створення Імперського флоту. Можливо найвідомішим законом асамблеї є закон про основні права німецьких людей від 27 грудня 1848.
Центральна влада або Центральний уряд складався з імперського регента ерцгерцога Іоганна та міністрів яких він призначив. Він зазвичай призначав тих політиків які мали підтримку франкфуртських національних зборів, принаймні до травня 1849. Один з міністрів, прусський генерал Едуард фон Пеукер, командував федеративними військами та укріпленнями Німецького Союзу. Центральний уряд керував мало, тому що влада перебувала в руках окремих держав. Але у лютому 1849 у центральному уряді працювало 105 осіб (у той час як у Федеральному з'їзді - 10).
Франкфуртські національні збори в цілому припустили, що територія Німецького Союзу також є територією нової держави. Будь-що було німецьким якщо воно знаходилося на території однієї з німецьких держав які входили до складу Німецької імперії (§ 131 Франкфуртської конституції). Крім того вони обговорили майбутні території де будуть мешкати німці. Члени зборів інколи згадували про німецьку мову якою розмовляли на територіях, інколи про історичні права, інколи про військові міркування (наприклад, коли Польську державу було відхилено, через те що вона була занадто слабкою, щоб служити буферною державою проти Росії). Найбільш суперечливою територією був Шлезвіг.